# Luděk Pachman
Luděk Pachman est un joueur d'échecs tchèque puis allemand né le 11 mai 1924 à Bělá pod Bezdězem, en Tchécoslovaquie, et mort le 6 mars 2003 à Passau, en Allemagne. Il obtint le titre de Grand maître international en 1954 et participa à huit olympiades avec l'équipe de Tchécoslovaquie de 1952 à 1966. En 1972, il fut autorisé à émigrer en Allemagne de l'Ouest où il remporta le championnat d'Allemagne de l'Ouest en 1978.

## Biographie et carrière

### Carrière aux échecs

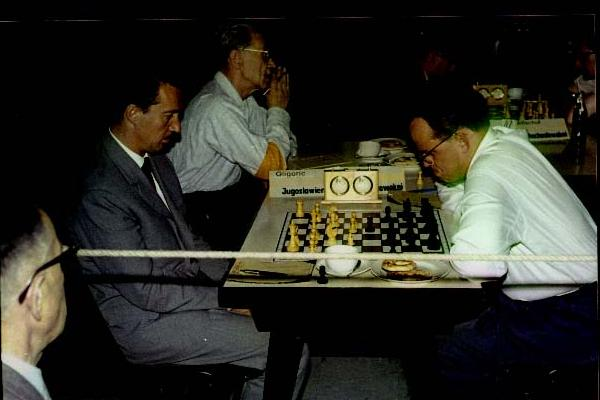
Pachman (à droite) face à Svetozar Gligoric en 1961.

Le premier tournoi important de la carrière de Pachman fut le tournoi international de Prague en 1943. Le champion du monde Alexandre Alekhine domina la compétition et Paul Keres arriva deuxième. Le jeune Pachman fut remarqué par Alekhine qui l'invita à participer à l'analyse des parties chaque soir à partir de la cinquième ronde. Pachman finit neuvième dans ce tournoi qui réunissait 19 joueurs, alors qu'il n'avait jusque-là rien gagné d'autre que le championnat du village voisin.
Dans les années 1950, Luděk Pachman devint l'un des meilleurs joueurs du monde. Il gagna 15 tournois internationaux, mais son résultat le plus remarquable fut sans doute une seconde place, ex æquo avec Mikhail Tal à La Havane en 1963, derrière Viktor Kortchnoï.
Pachman remporta le championnat tchécoslovaque à sept reprises entre 1946 et 1966 et représenta la Tchécoslovaquie aux huit Olympiades d'échecs entre 1952 et 1966.
Il participa à six tournoi interzonaux entre 1948 et 1976. À Saltsjöbaden (Suède) en 1948, il finit dix-septième, puis il termina 11e-13e en 1952, 10e-11e en 1955, 7e-11e en 1958 et 13e en 1964. Son dernier interzonal fut celui de Manille en 1976 où il se classa 18e.
Le pic de sa carrière fut en 1959 ; après avoir gagné le championnat national, il parcourt l'Amérique du Sud et remporte les tournois de Mar del Plata (ex æquo avec Miguel Najdorf), et Santiago du Chili (ex æquo avec Borislav Ivkov). Pendant cette période, il bat même le jeune Bobby Fischer à deux reprises.
Après avoir émigré en Allemagne de l'Ouest, Pachman fut aussi le champion de RFA en 1978.

### Engagement politique

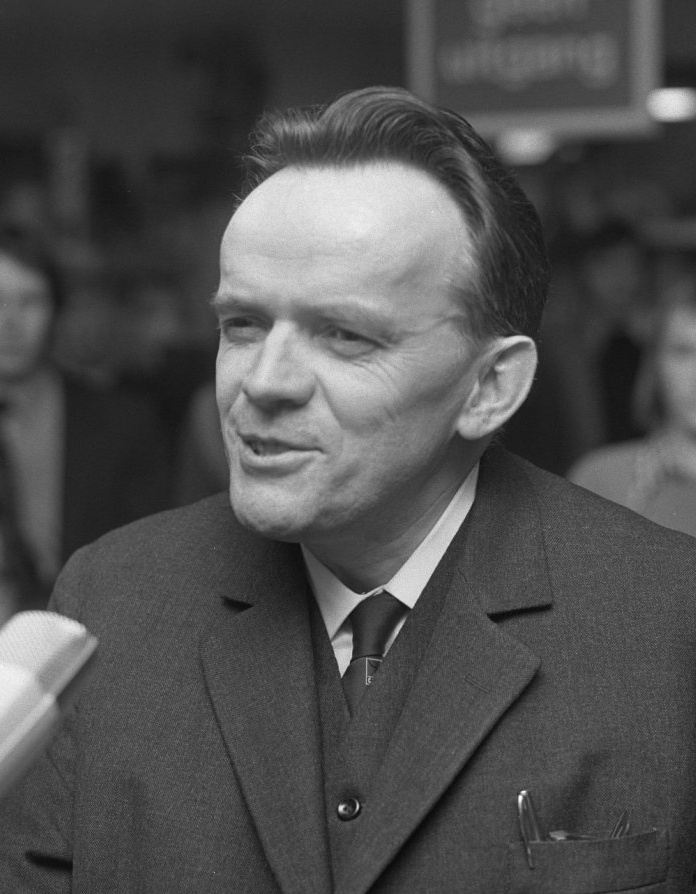
Pachman en 1972

Pachman est resté actif en politique toute sa vie, d'abord comme communiste et ensuite comme anti-communiste. En 1968, de retour d'un tournoi à Athènes qu'il avait remporté, il est arrêté à Prague, emprisonné et torturé pendant plusieurs mois. En décembre 1969, sa femme est appelée à son chevet parce qu'on croit sa mort imminente. En 1972, il est finalement autorisé à émigrer en Allemagne, où il devient un militant anti-communiste radical. Son éloquence fait de lui un invité régulier lors de réunions politiques.

## Publications
Pachman est aussi un auteur prolifique, signant pas moins de 80 livres sur les échecs dans 5 langues. Dans les années 1950, il est considéré comme un expert de premier plan au sujet de la théorie des ouvertures d'échecs avec la publication de sa Théorie moderne des échecs en 5 tomes. Pachman considère sa Stratégie moderne des échecs (3 tomes) comme son meilleur livre. Le 3e Tome est le plus conseillé aux joueurs de compétition, l'exposition des éléments stratégiques se faisant progressivement d'un Tome à l'autre.
Son livre Échec et mat à Prague raconte les traitements subis aux mains des communistes.

## Parties remarquables
Luděk Pachman - Oleg Neikirkh, Portorož, 1958
1. c4 Cf6 2. Cc3 e6 3. Cf3 d5 4. d4 c5 5. cxd5 Cxd5 6. e3 Cc6 7. Fc4 Cxc3 8. bxc3 Fe7 9. 0-0 0-0 10. De2 b6 11. Td1 cxd4 12. exd4 Ca5 13. Fd3 Fb7 14. Ff4 Dd5 15. Tab1! Tac8 16. Tb5 Dd8 17. Cg5! Fxg5 18. Fxg5? (18. Txg5) 18...Dd6 19. Ff6 Df4 (19...gxf6 20. Fxh7+!) 20. Fe5 Dg5 21. f4 De7 22. Fxh7+ (22. Fxg7!!) 22...Rxh7 23. Dh5+ Rg8 24. Fxg7 f5 25. Fe5? (25. Fxf8) 25...Cc4?? (25...Dh7) 26. Dg6+ 1-0 (le Mat est inévitable).
Luděk Pachman - Svetozar Gligorić, Dublin, 1957
1. d4 Cf6 2. c4 g6 3. Cc3 Fg7 4. e4 d6 5. f3 0-0 6. Fe3 c6 7. Dd2 e5 8. d5 cxd5 9. cxd5 a6 10. g4!? 10...Ce8 11. 0-0-0 f5 12. gxf5 gxf5 13. Rb1 f4 14. Ff2 Ff6 15. h4 Cg7 16. Fh3 Cd7 17. Fe6+ Rh8 18. Ch3 De7 19. Cg5 b5 20. Tdg1 Tb8 21. Ff5 b4 22. Ca4 Cxf5 23. exf5 Fxg5 24. hxg5 Txf5 25. g6 h5 26. Fh4 Dg7 27. Dg2 Cf8 28. Fe7 Fd7 29. Fxd6 Td8 30. Cc5 Rg8 31. Ce4 a5 32. Fc7 Ta8 33. Fd6 Tc8 34. Fxf8 Tcxf8 35. Cc5 De7 36. g7 T8f6 37. Ce4 Th6 38. Df2 Tf7 39. d6 Txd6 40.Cxd6 Dxd6 41. Txh5 Ff5+ 42. Ra1 1-0.